# Jelcz PR110T
Jelcz PR110T – trolejbus produkowany przez polskie przedsiębiorstwa Jelcz z Jelcza-Laskowic oraz KPNA, tyrystorowa wersja Jelcza PR110E. Produkowany był w latach 1981–1991. W 2014 r. w Lublinie wycofano z ruchu trzy ostatnie egzemplarze i sprzedano do miasta Równe na Ukrainie.

## Historia

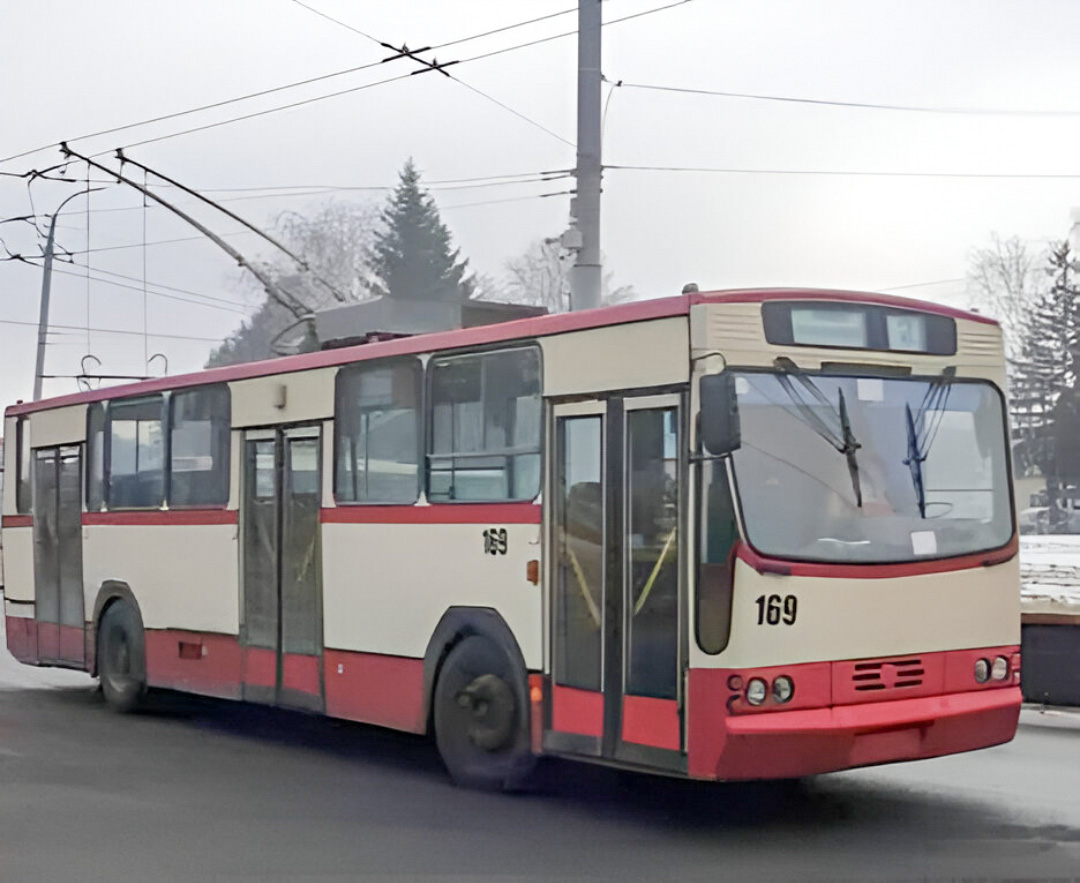
Lubelski Jelcz PR110T w Równem

W roku 1976 w Gdyni zbudowano pierwszy polski trolejbus tyrystorowy, lecz konstrukcja się nie przyjęła. W 1980 postanowiono powrócić do budowy układów ze sterowaniem tyrystorowym, prace prowadzono w Kapenie, na bazie Jelcza PR110E i silnika IEL. W 1981 powstały 4 pojazdy, testowano je w Lublinie, w Gdyni, na warszawskiej linii do Piaseczna i w Tychach.

## Silnik
Do napędu tego trolejbusu użyto silnika IEL-u, który w pewnej mierze wzorował się na tej jednostce ze Škody ŠM 11/WPK. Po zakończeniu produkcji w 1991 silniki te trafiały do Jelcz 120MT serii lubelskiej.

## Zakończenie produkcji
W latach 90. XX wieku zlikwidowano wiele systemów trolejbusowych. Ocalałe systemy zasilane były używanym taborem ze zlikwidowanych sieci. W ten sposób Kapena straciła klientów, lecz oferowała jeszcze trolejbus Jelcz 120MT.

## Dostawy
| Państwo        | Miasto         | Lata dostaw    | Liczba | Numery taborowe                             |       |
| -------------- | -------------- | -------------- | ------ | ------------------------------------------- | ----- |
| Polska         | Gdynia         | 1987–1988      | 3      | 11001–11003                                 | [ 2 ] |
| Polska         | Lublin         | 1990–1991      | 12     | 3-0771–3-0775, 3-0780–3-0781, 3-0783–3-0787 | [ 2 ] |
| Polska         | Warszawa       | 1983           | 4      | T041–T044                                   | [ 2 ] |
| Łączna liczba: | Łączna liczba: | Łączna liczba: | 19     |                                             |       |